# كيه تشاو (لاعب كرة قدم)
كيه تشاو (بالصينية: 柯钊) هو لاعب كرة قدم صيني، ولد في 25 مارس 1989 في هوانغشي في الصين. لعب مع نادي ووهان.

## وصلات خارجية
- كيه تشاو على موقع قاعدة بيانات كرة القدم.إي يو (الإنجليزية)
- كيه تشاو على موقع Soccerway.com (الإنجليزية)